# Aeroportul Santander
Aeroportul Santander (în spaniolă Aeropuerto de Santander) (IATA: SDR, ICAO: LEXJ) este un aeroport din Real Valle de Camargo⁠(d), Cantabria, Spania ce deservește zona Santander. Aeroportul a fost tranzitat în 2022 de 1.102.439 de pasageri. A fost deschis în 25 septembrie 1953 și numit după zona deservită.
Situat la o altitudine de 5 m, aeroportul dispune de 1 pistă. Este operat de ENAIRE⁠(d).

## Infrastructură

### Piste
Aeroportul dispune de o singură pistă. Pista 11/29 are suprafața de asfalt și dimensiunile 2.320 m × 45 m. 